# 三谷翔子
三谷 翔子（みたに しょうこ、1985年10月19日 - ）は、日本の女性声優。オフィス海風所属。神奈川県出身。血液型はA型。
以前はぐるーぷ・インパクト、アミュレートに所属していた。青年座研究所32期生。

## 出演
太字はメインキャラクター。

### テレビアニメ
- はなかっぱ（2010年 - 、コケヤン、のっこさん、アリやん、ブタ君、ケーキ屋のお姉さん、新聞記者、カエルのゲコ美、毛虫のK次郎、女子高生）
- ねこねこ日本史（2016年 - 2021年、浅井長政、北条政子 他）- 5シリーズ

### 劇場アニメ
- 豆富小僧（2011年）
- 図書館戦争 革命のつばさ（2012年）
- はなかっぱ 花さけ!パッカ〜ん♪ 蝶の国の大冒険（2013年、コケヤン）
- 映画 ねこねこ日本史 〜龍馬のはちゃめちゃタイムトラベルぜよ!〜（2020年、平氏猫）

### DVD
- いわたくんちのおばあちゃん 〜ぼく、戦争せんけえね〜（女生徒）

### BLCD
- きみが恋に堕ちる4 きみが恋に溺れる3（女子高生）

### 舞台
- 青年座研究所32期公演『空の耳』
- 青年座研究所32期実習科公演『第三の証言』